# Grünland-/Gehölzkomplex bei Ostbevern
Das Naturschutzgebiet Grünland-/Gehölzkomplex bei Ostbevern (NSG-Kennung WAF-003) ist etwa 54,3 Hektar groß und liegt in der nordrhein-westfälischen Gemeinde Ostbevern im Kreis Warendorf.
Es wurde erstmals 1988 unter der Bezeichnung Feuchtwiesen bei Ostbevern als Naturschutzgebiet festgesetzt. Mit Inkrafttreten des Landschaftsplans Ostbevern 2011 wurde es mit etwas geändertem Flächenzuschnitt und neuem Namen erneut als NSG ausgewiesen.
Das Gebiet befindet sich nordwestlich des Ortskerns von Ostbevern zwischen der Dorfbauerschaft und dem Lehmbrock, unweit der Hankenheide. Es entspricht dem Typus einer strukturreichen Parklandschaft und ist durch Nass- und Feuchtgrünland sowie Feldgehölze geprägt.
Ziele der Unterschutzstellung sind unter anderem die Erhaltung und der Aufbau eines Biotopverbundsystems und die Sicherung als Brutgebiet des Kiebitzes.